# Phlebopterum angulinum
Phlebopterum angulinum är en insektsart som beskrevs av Schmidt 1912. Phlebopterum angulinum ingår i släktet Phlebopterum och familjen Flatidae. Inga underarter finns listade i Catalogue of Life.